# Фемида Рамнунтская

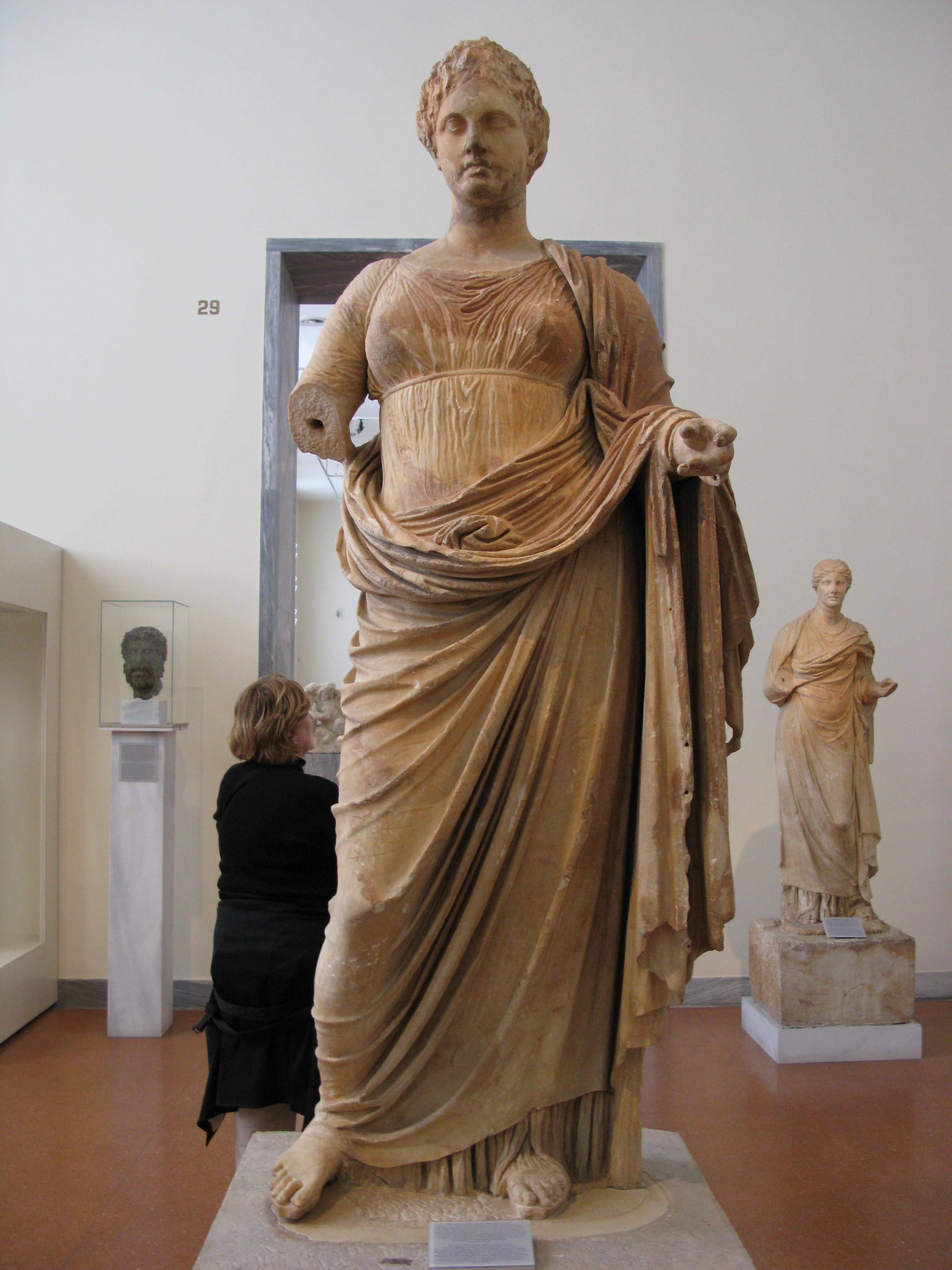
Фемида Рамнунтская, выставленная в Национальном археологическом музее (Афины)

Фемида Рамнунтская — древнегреческая статуя, обнаруженная в 1890 году в Рамнунте, идентифицированная как титанида Фемида и датированная приблизительно 300 годом до н. э. на основании посвящающей надписи на её основании. Ныне она выставлена в Национальном археологическом музее Афин.

## Описание
Имеющая 2,22 метра в высоту статуя высечена из мрамора с Пенделикона. Стоящая фигура Фемиды одета в хитон с рукавами, стянутый поясом под лифом, завёрнутым в гиматий, концы которого накинуты на её вытянутое левое предплечье. Голова была вырезана отдельно, волосы подняты вверх и изображены схематично. Её вес перенесён на левую ногу, правое колено выдвинуто вперед, а пятка поднята. Правое предплечье отсутствует, и оно должно было бы держать чашу для подношений, а левая рука должна была держать набор весов. Любопытной деталью статуи является узел из ткани, покоящийся на гиматии, который не имеет чёткого отношения к остальной части драпировки.
Фигура стоит на низком квадратном основании с лепниной сверху и снизу. На его лицевой поверхности есть посвящающая надпись Мегакла, сына Мегакла, идентифицирующая скульптора как Хаирестрата, сына Харедема.

## Открытие и интерпретация

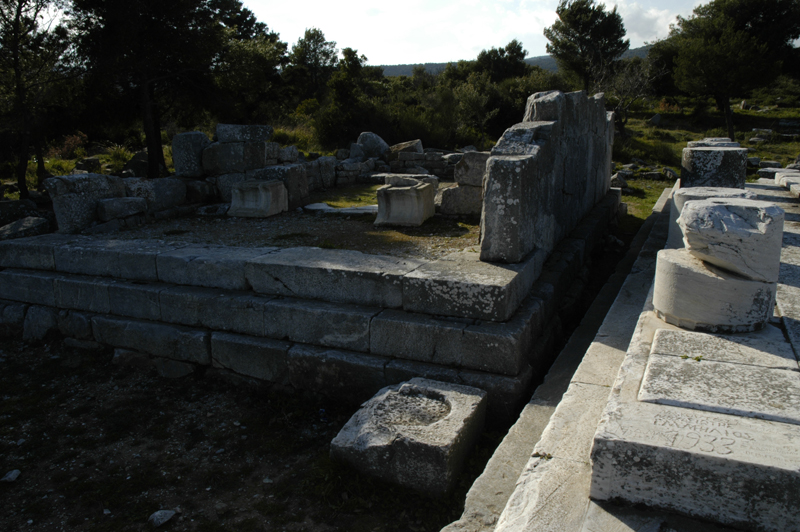
Малый храм в Рамнунте, где была найдена статуя

Статуя была обнаружена в 1890 году в ходе раскопок Афинского археологического общества под руководством Валериоса Стаиса. Она была найдена, наряду с другими скульптурами и фрагментами, в целле меньшего из двух храмов, которые расположены рядом друг с другом на этом месте. Большой храм определённо ассоциируется с Немезидой, но существуют сомнения относительно меньшего: обычно он приписывается Фемиде на основании этой статуи, а также пары тронов, найденных у входа в храм, на одном из которых есть надпись, посвящающая его богине.
Статуя была уверенно датирована около 300 годом до н. э. на основании посвящения и по стилистическим признакам. Надпись указывает на то, что Харедем был жрецом в Рамнунте в 315 или 314 году до н. э.; другая надпись из Афинской агоры упоминает о Хаирестрате, сыне Харедема, активного в 328/327 годах до н. э., который, по разным предположениям, был дедом или, возможно, скульптором самой Фемиды. Было выдвинуто предположение о стилистической связи статуи с торсом (S 2370), найденным в Афинах и предварительно идентифицированным как олицетворение Демократии, Тюхе или Фемиды.